# Odyssée (cratère)
Pour les articles homonymes, voir Odyssée (homonymie).
Odyssée est un cratère complexe et le plus grand cratère du satellite naturel de Saturne Téthys. Il mesure environ 444 km de diamètre et son centre est localisé à 32,82°N de latitude et 128,89°W de longitude. Il est nommé d'après Ulysse (Odysseus), un héros de l'Odyssée,.
Scheria Montes est le nom du pic central. L'impact ayant conduit à la formation d'Odyssée pourrait également être à l'origine d'Ithaca Chasma.